# امیلی گیلنیک
امیلی گیلنیک (انگلیسی: Emily Gielnik؛ زادهٔ ۱۳ مهٔ ۱۹۹۲) بازیکن فوتبال اهل استرالیا است.
از باشگاه‌هایی که در آن بازی کرده‌است می‌توان به بریزبن رور و باشگاه فوتبال زنان لیورپول اشاره کرد.
وی همچنین در تیم ملی فوتبال زنان استرالیا بازی کرده‌است.